# Teec Nos Pos
Teec Nos Pos – jednostka osadnicza w Stanach Zjednoczonych, w stanie Arizona, w hrabstwie Apache.